# Żabieniec (województwo warmińsko-mazurskie)
Żabieniec (niem. Probergswerder) – wieś w Polsce, w województwie warmińsko-mazurskim, w powiecie mrągowskim, w gminie Piecki. Wchodzi w skład sołectwa Jakubowo.
Do 2023 miejscowość była częścią wsi Jakubowo.
W latach 1975–1998 Żabieniec administracyjnie należał do województwa olsztyńskiego.